# Lychee Lassi
Lychee Lassi ist eine Berliner Jazz-Band. Sie besteht zurzeit aus DJ Illvibe, Dirk Berger (g), Beat Halberschmidt (b) und Roland "Roy" Knauf (dr). Bis 2005 spielte „Based“ alias Sebastian Krajewski (von Seeed) Schlagzeug.
Lychee Lassi wurde 1998 gegründet und bewegt sich musikalisch am Rande des klassischen Jazz. Sie arbeiten und experimentieren mit Elementen elektronischer Musik und des Hip-Hop, womit sie für viele den Sound des Berliner Musik-Undergrounds ihrer Zeit verkörpern. 
Beim German Jazz Meeting 2006 gehörten sie zu den 14 durch eine Fachjury eingeladenen Combos.
2018 spielte Lychee Lassi zum Jubiläum der 20 Jahre zurückliegenden Gründung, nach neun Jahren Pause, das Eröffnungskonzert beim xjazz Festival.

## Diskografie
- Garagenjazz (Eigenvertrieb, 2000)
- Speed (Bastard Rec., 2000)
- Kap Horn (5600 Styles/S.W.A.M.P. Rec., 2001)
- The Alonzo Mosley EP (5600 Styles/S.W.A.M.P. Rec., 2001)
- Watch the K foundation burn a million Quid (DVD, Eigenvertrieb, 2004)
- Bastards EP (Eigenvertrieb, 2005)
- Out Now (Blue Pearls Music/INDIGO, 2006)